# 泓碧
泓碧（英語：Altissimo）是由宏安地產及碧桂園合作發展，位於香港新界東馬鞍山白石耀沙路11號的住宅項目，泓碧設有5幢住宅大廈及13座洋房，共提供547個單位。

## 歷史
2014年12月，俊和發展集團及中國城市建設以21.38億港元投得馬鞍山耀沙路地皮，其中俊和發展集團佔項目一成權益。
2017年6月，宏安地產購入俊和發展集團及中國城市建設所持有的馬鞍山耀沙路地皮。
2017年9月，碧桂園旗下公司恒宙以24.41億港元向宏安地產購入馬鞍山耀沙路地皮60%權益，為碧桂園在香港首個項目。

## 外部連結
- 泓碧 （页面存档备份，存于）